# Ernst Münter
Ernst Münter (* 10. Juni 1899 in Cammin; † 1983) war ein deutscher Sportwissenschaftler.

## Leben
Münter gehörte zu der Generation, die durch zwei Weltkriege und den Aufbruch der organisierten Leibesübungen zur Wissenschaft geprägt war. Nach dem Besuch der Volks- und der Oberrealschule in Cammin wählte Münter den Lehrerberuf. Der Wehrdienst unterbrach 1917 die Ausbildung am Lehrerseminar. Er wurde als einer der Ersten als Flugzeugführer im Westen eingesetzt. 
Nach dem Krieg wurde ihm in einem Schnellkurs für Kriegsteilnehmer 1919 die 1. Lehrerprüfung ermöglicht. Er unterrichtete in der Folge in Gollnow und in Pyritz. Von 1921 bis 1922 studierte er an der Preußischen Hochschule für Leibesübungen in Spandau und an der Deutschen Hochschule für Leibesübungen in Berlin, die er 1922 mit dem Diplom verließ. Anschließend arbeitete er von 1922 bis 1925 als Turn- und Sportlehrer an der Preußischen Hochschule für Leibesübungen. Von 1925 bis 1928 war er als Assistent bei Bernhard Zimmermann am Institut für Leibesübungen der Universität Göttingen. In Göttingen begann er auch parallel mit dem Studium der Naturwissenschaften, das er von 1928 bis 1932 an der Universität Königsberg fortsetzte, wo er einerseits am Institut für Leibesübungen weiterarbeitete, aber auch in Physik 1931 zum Dr. phil. nat. (Experimentelle Untersuchungen über Diffusion von Flüssigkeiten) promovierte. 1931 folgte das 1. Staatsexamen für das Lehramt an Höheren Schulen (1933 das 2. Staatsexamen). 
1933 war er Assistent an der Preußischen Hochschule für Leibesübungen, 1934 Oberassistent am Institut für Leibesübungen der Universität Berlin und nur Wochen später wurde er zum Direktor des Instituts für Leibesübungen an die Universität Kiel berufen, ehe er 1937 nach Königsberg als Institutsdirektor zurückkehrte. In Kiel und in Königsberg baute er aus Mitteln der Reichswehr die Segelflugabteilungen der Hochschulen auf. Am 23. Juli 1937 beantragte er die Aufnahme in die NSDAP und wurde rückwirkend zum 1. Mai desselben Jahres aufgenommen (Mitgliedsnummer 4.665.928).
Zwischen 1939 und 1945 war er Offizier der Luftwaffe und bei Kriegsende als Major Fliegerhorstkommandant im Verteidigungsring um Berlin. 1945 bis 1953 befand er sich in Kriegsgefangenschaft in der UdSSR. Nach seiner Entnazifizierung wurde er 1955 Direktor des Instituts für Leibesübungen der Universität Frankfurt (Nachfolge Hermann Altrock), wo er 1964 in den Ruhestand verabschiedet wurde.
Von 1957 bis 1961 war er Vorsitzender der Arbeitsgemeinschaft der Direktoren der Institute für Leibesübungen (AID). Münter gilt als einer der Begründer der physikalisch ausgerichteten Biomechanik in Deutschland.